# Maya Forster
Maya Forster (* 1977 in St. Gallen) ist eine Schweizer Schauspielerin und Sopranistin.

## Leben
Nach der Wirtschaftsmatura in St. Gallen studierte Maya Forster Rechtswissenschaft in Zürich. Anschliessend absolvierte sie ein Gesangsstudium an der Zürcher Hochschule für Musik und Theater, wo sie an Meisterkursen von Elisabeth Schwarzkopf und Kurt Widmer teilnahm.
Sie gab Konzerte und spielte in Theaterproduktionen und Musicals, wie etwa die Rolle der Mary im Musical Jesus Christ Superstar. 2006 spielte sie am Theater St. Gallen die Rolle der Katharina Cavallieri in Amadeus. 2010/11 übernahm sie in einer Tournee-Produktion die Rolle der Amalia in Die Räuber von Friedrich Schiller. Im Rahmen des kirchlichen Kulturfestivals «Rhapsody in Hochmeister» sang sie die Sopran-Partie in Carmina Burana. In der Berliner Jedermann-Produktion gehört sie in der Rolle des Todesengels zum festen Ensemble.
Der Berliner Produzent Amir Rahimzadeh entdeckte sie als Sängerin. Ihre erste Single ist das Lied Gold aus der Jedermann-Produktion von Nicolai Tegeler. Weitere folgten.
Forster ist mit dem österreichischen Schauspieler Julian Weigend verheiratet.

## Theater (Auswahl)
(Quelle: Schwäbische Zeitung)
- 2006: Amadeus, Katharina Cavallieri, Theater St. Gallen
- 2010/2011: Die Räuber (Regie: Christoph Brück), Amalia[2], Kempf Theatergastspiele (Tournee in Deutschland, Schweiz und Österreich)
- 2011: Der Diener zweier Herren, Isabella, bei den Schlossfestspielen Hagenwil
- 2013/2017: Don Karlos (Regie: Christoph Brück), Marquisin Mondekar[6] (Tournee in Deutschland, Schweiz und Österreich)
- 2022: Jedermann (Regie: Nicolai Tegeler), Todesengel (Sängerin), Jedermann-Theater[1]
- Jesus Christ Superstar, Musical, Mary, Kirchgemeinde Wilmersdorf, Berlin